# Пшиленк (Нижньосілезьке воєводство)
Пшиленк (пол. Przyłęk, нім. Frankenberg) — село в Польщі, у гміні Бардо Зомбковицького повіту Нижньосілезького воєводства.
Населення — 691 особа (2011).
У 1975-1998 роках село належало до Валбжиського воєводства.

## Демографія
Демографічна структура станом на 31 березня 2011 року:
|          | Загалом | Допрацездатний вік | Працездатний вік | Постпрацездатний вік |
| -------- | ------- | ------------------ | ---------------- | -------------------- |
| Чоловіки | 341     | 59                 | 245              | 37                   |
| Жінки    | 350     | 55                 | 204              | 91                   |
| Разом    | 691     | 114                | 449              | 128                  |